# Феодосий (Гулевич)
Епископ Феодосий (в миру Фёдор Зброхович Гулевич) — епископ Киевской митрополии в юрисдикции Константинопольского патриархата, епископ Луцкий и Острожский (с 1540 (по митрополиту Макарию (Булгакову), с 28 января 1541) до конца 1555 года).
Сын Александра «Зброха» Гулевича. Упомянут в Переписи Войска ВКЛ 1528 года от Волынской земли вместе с братом Михайло (Михно), в 1534 (как дворянин) и 1539 году (как комиссар по имуществу). Овдовев, принял монашеский постриг.
В грамоте киевского митрополита Макария 22 февраля 1548 года, данной православному Луцкому епископу Феодосию, речь идёт о допущении священника служить в Киевской церкви. Управлял епархией до 1548 года (по другим источникам, до 1558 года).
В листе (дарственной грамоте слуге Стреченовичу) литовско-русского князя Швитрикгайла (Свидригайла, 1355—1452 г.), датированном 2 сентября 1438 г. в Остроге, сказано: «А при том были сведоки наша рада — владыка луцкий Феодосий» и др.
В другом листе того же князя, о «надании своему слуге» Олферу или Олыйферу села Глухни и селища Стан, 14 июля 1446 года в Луцке, опять сказано: «А при том были сведки верная наша рада: владыка луцкий Феодосей, пан Иван Гулевич» и др.
Епископ Феодосий восстановил на свои средства древнюю церковь св. Димитрия в Луцке, которая долго после того считалась принадлежащей дому Гулевичей.
Год смерти Феодосия неизвестен. Известно лишь, что в феврале 1548 года на епископской кафедре в Луцке находился Георгий (Фальчевский).